# Synchlora ocellata
Synchlora ocellata är en fjärilsart som beskrevs av Stoll 1790. Synchlora ocellata ingår i släktet Synchlora och familjen mätare. Inga underarter finns listade i Catalogue of Life.